# Spin (romance)
Spin um romance de ficção científica escrito por Robert Charles Wilson e publicado pela Tor Books em 2005. Ganhou o Prêmio Hugo de melhor romance em 2006. É o primeiro livro da trilogia Spin, seguido de Axis publicado em 2007 e Vortex em julho de 2011.

## Sinopse
Um grupo de garotos está observando os céus em uma noite tranquila quando as estrelas e a lua se apagam subitamente do céu. O Sol, curiosamente, dá as caras na manhã seguinte, mas as investigações revelam que se trata de um simulacro, um sol projetado apenas para manter a vida no planeta, que é cercado por uma misteriosa membrana. Além de interceptar a luz, essa barreira faz com que o tempo passe mais rápido na Terra do que no restante do Universo. No interior do fenômeno que passa a ser chamado de “Spin”, cada segundo equivale a 3.17 anos no exterior. Um dia chegará em que a expansão do Sol atingirá a Terra, e não haverá membrana que impedirá que os oceanos evaporem e que a humanidade seja aniquilada. Essa é uma das últimas gerações na Terra. Tudo vai terminar em mais ou menos 30 e poucos anos. Diante do quadro de extinção inevitável, alguns abraçam o niilismo, outros se ancoram em cultos que fazem reinterpretações religiosas do Spin, ou simplesmente entram em um estado de torpor. Os três personagens principais do livro, Tyler Dupree e os gêmeos Jason e Diane Lawton, testemunham a cobertura da Terra pelo Spin no início da adolescência, e dedicam suas vidas, daquele momento em diante, ao fenômeno.

## Prêmios
| Ano  | Prêmio                                                     | Resultado |
| ---- | ---------------------------------------------------------- | --------- |
| 2006 | Prêmio Hugo                                                | Venceu    |
| 2006 | John W. Campbell Memorial Award                            | Indicado  |
| 2006 | Locus Award                                                | Indicado  |
| 2007 | Kurd-Laßwitz-Preis (ficção estrangeira)                    | Venceu    |
| 2008 | Grand Prix de l'Imaginaire (romance em língua estrangeira) | Venceu    |
| 2009 | Seiun Award (melhor romance em língua estrangeira)         | Venceu    |

## Ligações Externas
- Spin, base de dados do lançamento no Internet Speculative Fiction Database (em inglês)